# 2. česká fotbalová liga 1997/1998
Tento článek vypovídá o 2. nejvyšší fotbalové soutěži v Česku – o jejím pátém ročníku. O ročníku 1997/98.

## Tabulka
Zdroj: 
| Poř. | Tým                                 | Z  | V  | R  | P  | VG | OG | B  |
| ---- | ----------------------------------- | -- | -- | -- | -- | -- | -- | -- |
| 1.   | FK Chmel Blšany                     | 28 | 21 | 3  | 4  | 64 | 17 | 66 |
| 2.   | FC Karviná                          | 28 | 18 | 3  | 7  | 49 | 17 | 57 |
| 3.   | FC Bohemians Praha                  | 28 | 15 | 8  | 5  | 49 | 22 | 53 |
| 4.   | FC SYNOT Staré Město                | 28 | 14 | 4  | 10 | 42 | 34 | 46 |
| 5.   | FK Svit Zlín                        | 28 | 10 | 13 | 5  | 42 | 27 | 43 |
| 6.   | FC MUS Most 1996                    | 28 | 12 | 7  | 9  | 36 | 30 | 43 |
| 7.   | FC Tatran Poštorná                  | 28 | 12 | 5  | 11 | 34 | 36 | 41 |
| 8.   | FC Vítkovice                        | 28 | 10 | 7  | 11 | 31 | 31 | 37 |
| 9.   | FK VP Frýdek-Místek                 | 28 | 8  | 10 | 10 | 37 | 39 | 34 |
| 10.  | SK LeRK Prostějov                   | 28 | 8  | 9  | 11 | 33 | 37 | 33 |
| 11.  | FK Hanácká kyselka Přerov           | 28 | 9  | 6  | 13 | 29 | 41 | 33 |
| 12.  | SK Chrudim                          | 28 | 8  | 7  | 13 | 29 | 46 | 31 |
| 13.  | 1. FC Brümmer Česká Lípa            | 28 | 8  | 5  | 15 | 28 | 44 | 29 |
| 14.  | SK Železárny Třinec                 | 28 | 8  | 4  | 16 | 21 | 41 | 28 |
| 15.  | FC Slovácká Slavia Uherské Hradiště | 28 | 2  | 3  | 23 | 11 | 73 | 9  |
| 16.  | FK GGS Arma Ústí nad Labem          | 0  | 0  | 0  | 0  | 0  | 0  | 0  |

Poznámky :
- Ústí nad Labem po podzimní části odstoupilo ze soutěže, jeho výsledky byly anulovány a nebyly započítávány do tabulky.

## Soupisky mužstev

### FK Chmel Blšany
Jiří Němeček (2/0),
Tomáš Obermajer (27/0) –
Jiří Bešík (22/5),
Günter Bittengel (28/6),
Libor Čihák (24/5),
Jaroslav Diepold (23/2),
Pavel Drsek (23/5),
Patrik Gedeon (26/3),
Øyvind Giil (9/2),
Aleš Jindra (19/2),
Jindřich Jirásek (21/1),
Martin Kuchař (10/2),
David Lukeš (10/0),
Aleš Pergl (10/0),
Michal Pospíšil (10/3),
Petr Průcha (26/10),
Radek Šelicha (1/0),
Jan Šimák (26/2),
Michal Šimák (5/0),
Karel Tichota (26/2),
Jan Vorel (21/2),
Petr Vrabec (20/10) –
trenér Miroslav Beránek

### FC Karviná
Pavel Barcuch (28/2/16) –
Tomáš Brázdil (11/2),
Petr Bialek (17/1),
Marek Bielan (21/2),
Miroslav Černý (3/0),
Zdeněk Holý (13/0),
Peter Kočiš (11/0),
David Kotrys (24/1),
Radim Krupník (12/3),
Pavel Kubeš (26/4),
Ján Mäsiar (2/0),
Emil Nečas (12/0),
Martin Plachta (26/3),
Tomasz Sosna (18/2),
David Sourada (22/3),
Kamil Štěpaník (22/0),
Ladislav Šulák (18/1),
Radomír Šulák (24/1),
Marián Tibenský (21/1),
Vítězslav Tuma (22/19),
Roman Zelenay (12/3) –
trenér Jaroslav Netolička

### FC Bohemians Praha
Jaromír Blažek (28/0),
Radim Straka (1/0) –
Jiří Dozorec (7/0),
Jan Flachbart (28/2),
Tomáš Freisler (11/0),
Tibor Fülöp (8/0),
Petr Grund (11/1),
Daniel Hevessy (1/0),
Pavel Janeček (12/4),
Martin Jiránek (11/1),
Roman Jůn (4/0),
Martin Kacafírek (6/1),
Jaroslav Kamenický (15/0),
Tomáš Kulvajt (6/0),
Oleh Lyzohub (7/0),
František Mysliveček (18/1),
Marek Nikl (28/13),
Jiří Novák (25/12),
Miroslav Obermajer (17/2),
Adam Petrouš (11/1),
Michal Petrouš (27/4),
Tomáš Pivokonský (3/0),
Jan Sanytrník (12/0),
Dalibor Slezák (27/7),
Milan Svoboda (6/0),
Milan Šimůnek (24/0),
Pavel Vašíček (10/0),
Lukáš Volf (1/0),
Jaroslav Vrábel (5/0),
Prokop Výravský (11/0),
Robert Žák (7/0) –
trenér Vlastimil Petržela

### FC SYNOT Staré Město
Patrik Krabec (5/0),
Miroslav Ondrůšek (25/0) –
Daniel Břežný (6/0),
Libor Bužek (27/1),
Libor Došek (27/9),
Ján Haspra (27/4),
Miroslav Hlahůlek (27/1),
Pavel Chlachula (5/0),
Radomír Kaizar (7/0),
Dušan Klvaňa (1/0),
Petr Lysáček (28/3),
Radim Palčík (7/0),
Luan Potera (2/0),
Daniel Racek (5/1),
Libor Soldán (19/1),
Tomáš Stýskal (5/0),
Slavoj Štěrba (26/2),
Petr Švancara (27/10),
Daniel Vacula (4/0),
Tomáš Vajda (26/3),
Petr Videman (23/0),
Jiří Vojtěšek (28/5),
Libor Zapletal (26/2) –
trenér František Komňacký

### FK Svit Zlín
Přemysl Sebera (2/0),
Radim Vlasák (12/0),
Daniel Zítka (14/0) –
Marcel Benda (1/0),
René Benefi (5/1),
Roman Dobeš (11/0),
Roman Drga (5/0),
Milan Duhan (10/2),
Zdeněk Grygera (20/1),
Vladimír Hekerle (17/0),
Michal Hlavňovský (1/0),
Slavomír Hodúl (27/6),
Milan Holík (26/4),
Patrik Holomek (13/1),
Marek Hošťálek (20/1),
David Hubáček (3/0),
Vlastimil Chytrý (1/0),
Jiří Jaroš (14/4),
Zdeněk Julina (1/0),
Miroslav Kaloč (7/2),
Petr Klhůfek (27/5),
Jan Kolečkář (9/0),
Ondrej Košarišťan (2/0),
Marcel Litoš (13/0),
Josef Lukaštík (11/2),
Oldřich Mareček (20/0),
Pavel Mareš (18/2),
Petr Novosad (15/3),
Michal Ondráček (14/1),
Jaroslav Polášek (1/0),
Petr Slončík (8/2),
Kamil Šebesta (13/8),
Zdeněk Šenkeřík (6/0),
Pavel Šustr (10/1),
Peter Vlček (10/1),
Ladislav Zakopal (4/0) –
trenér Igor Štefanko

### FC MUS Most
Michal Kýček (20/0),
Oldřich Meier (2/0),
Josef Novák (9/0) –
Martin Bárta (19/1),
Rostislav Broum (29/10),
Pavel Burda (2/0),
Jiří Časko (25/5),
Pavel Fasner (9/1),
Martin Chýle (7/1),
Ladislav Jamrich (28/1),
Petr Johana (22/0),
Mário Kaišev (26/2),
Luboš Knoflíček (8/0),
Martin Maděra (10/0),
Pavel Medynský (13/0),
Pavel Mejdr (6/0),
Petr Novotný (22/1),
Petr Pfeifer (21/0),
Marcel Procházka (5/0),
Zdeněk Rollinger (22/0),
Stanislav Salač (21/1),
Michal Seman (16/4),
Martin Šourek (7/0),
Jiří Štajner (14/5),
Ivan Václavík (27/8),
Michal Vašák (10/2),
Pavel Veleman (9/1),
Radek Vomočil (8/0) –
trenéři František Adamíček (1.–7. kolo), Milan Kožnar (8. kolo), Miroslav Bubeník (8. kolo) a Luděk Zajíc (9.–30. kolo)

### FC Tatran Poštorná
Jiří Bartoš (12/0),
Martin Michalovič (6/0),
Radek Rabušic (12/0) –
Erich Brabec (9/1),
Michal Brozman (19/2),
Daniel Břežný (8/0),
Karel Doležal (20/2),
Tibor Dunka (7/0),
Ivan Dvořák (12/0),
Václav Dvořák (23/4),
Alexandr Herman (13/0),
Michal Hlavňovský (9/1),
Patrik Holomek (14/4),
Radek Hrdina (1/0),
Zoran Jovanoski (10/0),
Petr Kirschbaum (17/1),
Miroslav Koblenc (2/0),
Lukáš Kozubík (1/0),
David Kříž (14/3),
Vladimír Malár (12/4),
Miroslav Mičega (12/1),
František Myslík (12/0),
Robert Nekarda (7/0),
Jiří Prajka (1/0),
Miroslav Prchlý (9/0),
Milan Strya (23/2),
Oldřich Stříž (1/0),
Milan Šándor (14/1),
Michal Ščasný (9/1),
Jiří Vorlický (25/6),
Petr Tichý (23/0),
Jan Zakopal (13/0) –
trenér Antonín Juran

### FC Vítkovice
Vilém Axmann (24/0),
Alan Twardzik (6/0) –
Pavel Bartoš (13/0),
Lukáš Černín (12/0),
Martin Černoch (25/2),
Jindřich Dohnal (26/3),
Ivo Farský (12/0),
Tomáš Hejdůšek (5/0),
Rastislav Hodúl (7/2),
Jan Chudý (10/3),
Martin Janík (18/0),
Miroslav Karas (21/1),
Roman Klimeš (22/0),
Lubomír Langer (27/8),
Roman Lechovič (9/0),
Leoš Mitas (14/1),
Ivo Müller (2/0),
Petr Němec (28/0),
Zdeněk Pahr (13/1),
Kamil Papuga (20/3),
Ľubomír Puhák (7/2),
Petr Remeš (3/0),
Ivo Somr (1/0),
Milan Soták (9/3),
Roman Šimeček (13/0),
Josef Škrkoň (1/0),
Daniel Tchuř (5/1),
Martin Třasák (20/1),
Petr Vybíral (16/0) –
trenéři Lubomír Blaha st. (1.–8. kolo), Lubomír Vlk (9.–12. kolo), Oldřich Sedláček (13.–15. kolo), Jindřich Dejmal (16.–23. kolo), Jaroslav Pindor (24.–30. kolo)

### FK VP Frýdek-Místek
Marek Čech (2/0),
Petr Jursa (14/0),
Martin Raška (14/0) –
Vladimír Čáp (10/0),
Václav Činčala (24/9),
Petr Faldyna (13/4),
Libor Fryč (1/0),
David Gill (14/0),
Pavel Hadaščok (13/0),
Roman Hruška (14/3),
Jaroslav Josefík (5/1),
Lubor Knapp (12/0),
Kamil Kořínek (5/0),
Matej Krajčík (20/1),
Pavel Kulig (26/3),
Tomáš Machala (13/1),
Fotis Maniatis (10/0),
Petr Matúš (19/0),
Petr Moučka (27/2),
Marek Myšinský (15/1),
Tomáš Návrat (25/5),
Martin Oborný (2/0),
Karel Orel (12/1),
Tomáš Rada (6/0),
Petr Ruman (14/3),
Radim Sáblík (23/1),
René Seidler (7/0),
Stanislav Stuchlík (24/2),
Jiří Útrata (5/0) –
trenéři Erich Cviertna (1.–11. kolo), Svatopluk Schäfer (12.–15. kolo) a Petr Nesrsta (16.–30. kolo)

### SK LeRK Prostějov
Tomáš Bureš (18/0),
Martin Hložánek (3/0),
Martin Pařízek (10/0) –
Libor Baláž (6/0),
Vladimír Bárta (19/0),
Milan Boušek (16/0),
Jiří Bureš (2/0),
Robert Caha (27/4),
Petr Gottwald (10/7),
Libor Hanousek (3/0),
Valdemar Horváth (24/0),
Erik Hrnčár (9/0),
Roman Juračka (24/1),
Petr Kirschbaum (8/0),
Vladimír Novotný (5/0),
Zdeněk Opravil (15/1),
Tomáš Randa (8/0),
Marek Rozsíval (13/1),
Pavel Svoboda (27/2),
Michal Spáčil (19/4),
Jan Stráněl (14/2),
Michal Štefka (9/2),
Petr Tichý (13/0),
Aleš Urbánek (10/1),
Ladislav Vilímek (12/0),
Ivo Zbožínek (9/2),
Jiří Zbožínek (5/0),
Luděk Zdráhal (21/6),
Drahomír Zelina (23/0) –
trenéři Vítězslav Kolda (1.–15. kolo) a Lumír Fikes (16.–30. kolo)

### FK Hanácká kyselka Přerov
Jiří Bobok (9/0),
Dušan Kožuch (2/0),
Jan Vojnar (10/0),
Michal Vorel (8/0) –
Libor Bosák (28/2),
Miroslav Březík (17/7),
Tomáš Cigánek (26/1),
Stanislav Dostál (27/2),
Vilém Dýčka (13/2),
Michal Gottwald (23/3),
Milan Hanko (27/4),
Marek Hanych (1/0),
Jaroslav Hynek (13/2),
František Chovanec (25/1),
Jiří Kopunec (10/0),
Petr Križko (22/0),
Jiří Kuba (2/0),
Tomáš Martinek (11/0),
David Matějov (2/0),
Marek Merhaut (6/0),
Emil Nečas (12/1),
Ladislav Němec (1/0),
František Novák (10/1),
Marián Palát (21/0),
Filip Švrček (7/0),
Martin Ulman (25/1),
Milan Zbranek (7/0),
Ladislav Zemánek (2/0) –
trenér Dan Matuška

### SK Chrudim
Jaroslav Drobný (9/0),
Jaroslav Karel (13/0),
Robert Lankaš (8/0) –
Milan Bakeš (17/0),
Michal Černota (1/0),
Roman Dobruský (25/4),
František Dvořák (11/0),
Jaroslav Dvořák (13/3),
Petr Dvořák (12/3),
Tomáš Freisler (14/2),
Michal Kadlec (23/1),
Vladimír Kocourek (14/1),
Jaroslav Koky (1/0),
Jiří Kovárník (23/3),
Jan Kraus (8/0),
David Kříž (11/1),
David Lankaš (6/0),
Rostislav Macháček (10/1),
Roman Michek (5/0),
Miloš Moravec (17/0),
Milan Nedvěd (9/0),
Petr Popelka (13/0),
Martin Roček (22/0),
Luděk Stracený (13/5),
Oldřich Stříž (12/0),
Ivo Svoboda (19/0),
Viktor Švestka (23/1),
Patrik Tesárek (1/0),
Jan Trousil (11/0),
Petr Vohralík (1/0),
Jan Zakopal (7/0) –
trenér Vítězslav Lavička (1.–15. kolo) a Josef Štoudek (16.–30. kolo)

### 1. FC Brümmer Česká Lípa
Pavel Hradiský (12/0),
Petr Macek (17/0) –
Martin Arazim (9/0),
Jan Beránek (1/0),
Vladimír Blüml (10/0),
Josef Gabčo (3/0),
Martin Hapiák (1/0),
Tomáš Hájek (1/0),
Jan Hendrych (4/0),
Vladimír Jeníček (2/0),
Michal Jiráň (8/3),
Vladimír Juríček (19/1),
Stanislav Kadlec (10/0),
Martin Kavenský (1/0),
Kamil Kaňkovský (1/0),
Radek Kronďák (12/0),
Jan Kyklhorn (12/1),
Roman Ladra (24/0),
Karel Machač (27/3),
Vladislav Mikiska (13/1),
Jan Míl (11/3),
Radek Miřatský (18/6),
Karel Novák (1/0),
Igor Pintér (13/0),
Vlastimil Rataj (11/0),
Petr Růžička (13/1),
Richard Sitarčík (20/1),
Marek Smola (8/0),
Jan Sutr (8/0),
Michal Šimák (2/0),
Miroslav Štěpánek (14/0),
Josef Vinš (12/1),
Marek Vít (17/3),
Miroslav Vokál (1/0),
Marek Zlatník (12/1) –
trenéři Josef Jebavý (1. kolo) a Zdeněk Peclinovský (2.–30. kolo)

### SK Železárny Třinec
Petr Drobisz (14/0),
Jakub Kafka (9/0),
Marek Mrozek (6/0),
Jan Šráček (3/0) –
Jan Babilon (3/0),
Zdeněk Cieslar (23/0),
Zdeněk Dembinný ml. (3/0),
Radomír Duda (3/0),
Rostislav Duda (17/0),
Jiří Figura (8/1),
Rostislav Franek (8/0),
Tadeáš Gajger (13/0),
Tomáš Ganczarczyk (2/0),
Tomáš Hadrava (8/0),
Jan Chlebek (11/0),
Radim Chvěja (27/4),
Radomír Chýlek (9/2),
Tomáš Jakus (15/1),
Zdeněk Jurček (8/0),
Aleš Kluz (21/2),
Břetislav Kocur (9/0),
Daniel Kosmeľ (14/0),
Petr Kraut (16/1),
Radek Kubiczek (1/0),
Karel Kula (7/1),
Fotis Maniatis (9/0),
Petr Martinek (4/0),
Kamil Matuszny (25/4),
Petr Melcher (12/0),
Ľuboš Pagor (12/4),
René Pastorek (1/0),
Václav Pavlus (4/0),
Petr Staš (1/0),
Mariusz Szlauer (12/0),
Antonín Šimurda (4/0),
Rostislav Vojáček (10/1),
Bogdan Walach (6/0),
Robert Wendl (18/0),
Tomáš Zima (8/0) –
trenér Lubomír Vašek

### FC Slovácká Slavia Uherské Hradiště
Martin Káňa (2/0),
Jaroslav Polášek (6/0),
Zbyněk Sedláček (2/0),
Vítězslav Šesták (1/0),
Jan Zubík (19/0) –
Aleš Bahula (2/0),
Ladislav Beníček (9/0),
Pavel Buchta (3/0),
Tomáš Blaha (2/0),
Martin Dombi (6/0),
Pavel Frýbort (21/0),
Libor Fryč (12/0),
Josef Herodes (1/0),
Nikola Hrbek (1/0),
Petr Chaloupka (3/0),
Marek Janoušek (3/0),
Petr Ježek (3/0),
Radomír Korytář (17/0),
Miroslav Kučera (23/0),
Michal Lakůvka (3/0),
Miroslav Lecián (19/0),
Jakub Macek (11/0),
Alexandr Machala (4/0),
Pavel Májíček (1/0),
Stanislav Malůš (23/0),
Jaroslav Marx (20/0),
Roman Mikulášek (3/0),
Ladislav Minář (16/3),
David Mydlo (6/0),
Jiří Nociar (4/0),
Jan Obenrauch (2/0),
Michal Pauřík (1/0),
Stanislav Popelka (1/0),
Jakub Prekop (1/0),
Martin Remeš (2/1),
Jiří Řezník (23/0),
Antonín Sedlář (18/3),
Stanislav Soukeník (5/1),
Roman Svoboda (3/0),
Jakub Szkibik (2/0),
David Šmahaj (2/0),
Martin Štverka (24/3),
Michal Váňa (10/0),
Michal Vařecha (3/0),
Luděk Vaverčák (8/0),
Robert Veselý (4/0),
Radek Vyskočil (1/0),
Martin Zimčík (6/0),
Aleš Zlínský (11/0) –
trenéři Petr Vařecha (1.–12. kolo), Lubomír Blaha st. (13.–26. kolo), Pavel Franěk (27.–30. kolo) a Pavel Žák (27.–30. kolo)